# Ferdinando Merighi
Ferdinando Merighi (* 1924 in Rom) ist ein italienischer Filmregisseur.

## Leben
Merighi war seit den 1950er Jahren im Filmgeschäft tätig. 1953 schrieb er Mai ti scorderò und war für Regisseur Giuseppe Guarino in dessen letztem Film Assistent. Vier Jahre später drehte er, wieder nach eigenem Buch, Il sole tornerà, eine sentimentale Komödie mit Nilla Pizzi und Roberto Mauri in den Hauptrollen. Erst 1967 trat Merighi dann wieder in Erscheinung und war wieder als Regieassistent für etliche Genrefilme tätig. 1972 und im Folgejahr drehte er unter dem Pseudonym Fred Lyon Morris zwei Filme, den Kriminalfilm Casa d'appuntamento und den komischen Italowestern Allegri becchini… arriva Trinità, die beide zu den schlechtesten Vertretern ihrer Art gezählt werden.

## Filmografie (Auswahl)
- 1957: Il sole tornerà
- 1971: Allegri becchini… arriva Trinità
- 1972: Das Auge des Bösen (Casa d'appuntamento)